# Aciagrion approximans
Aciagrion approximans är en trollsländeart som först beskrevs av Selys 1876.  Aciagrion approximans ingår i släktet Aciagrion och familjen dammflicksländor. IUCN kategoriserar arten globalt som livskraftig. Inga underarter finns listade i Catalogue of Life.